# Aleksandr Rekhviashvili
Aleksandr Rekhviashvili (géorgien : ალექსანდრე რეხვიაშვილი), né le 6 août 1974 à Tbilissi en Géorgie, est un footballeur international géorgien, qui évoluait au poste de milieu défensif.

## Biographie

### Carrière de joueur
Aleksandr Rekhviashvili dispute 17 matchs en Ligue des champions, et 12 matchs en Coupe de l'UEFA, pour deux buts inscrits,.

### Carrière internationale
Aleksandr Rekhviashvili compte 21 sélections avec l'équipe de Géorgie entre 1999 et 2005. 
Il est convoqué pour la première fois par le sélectionneur national Vladimir Gutsaev pour un match des éliminatoires de l'Euro 2000 contre la Norvège le 28 avril 1999 (défaite 4-1). Il reçoit sa dernière sélection le 4 juin 2005 contre l'Albanie (défaite 3-2).

## Palmarès
- Avec le Dinamo Tbilissi
  - Champion de Géorgie en 1992 et 1993
  - Vainqueur de la Coupe de Géorgie en 1992 et 1993

- Avec le Skonto Riga
  - Champion de Lettonie en 1997, 1998, 1999, 2000, 2001 et 2002
  - Vainqueur de la Coupe de Lettonie en 1997, 1998, 2000, 2001 et 2002

- Avec le FK Ventspils
  - Vainqueur de la Coupe de Lettonie en 2004 et 2005

- Avec le FK Bakou
  - Champion d'Azerbaïdjan en 2006